# Fadenia zygophylloides
Fadenia zygophylloides är en amarantväxtart som beskrevs av Paul Aellen och C. C. Towns. Fadenia zygophylloides ingår i släktet Fadenia och familjen amarantväxter. Inga underarter finns listade i Catalogue of Life.